# Paula Beer
Paula Beer (Magonza, 23 febbraio 1995) è un'attrice tedesca, nota soprattutto per aver interpretato il ruolo di Anna nel film Frantz diretto da François Ozon, grazie al quale ha vinto il Premio Marcello Mastroianni al Festival di Venezia 2016, e per aver vinto nel 2020 l'Orso d'argento al Festival di Berlino per la sua interpretazione in Undine - Un amore per sempre di Christian Petzold.

## Biografia
È nata a Magonza nel febbraio 1995. Adolescente, si fa conoscere interpretando il ruolo principale nel film Poll, diretto dal regista tedesco Chris Kraus nel 2010 e conquistando il premio per la miglior promessa femminile al Bayerischer Filmpreis (Premio del film bavarese). Il pubblico internazionale la conosce nel 2016 nel film Frantz, diretto da François Ozon, per il quale ottiene il Premio Marcello Mastroianni per la miglior attrice emergente alla 73ª Mostra internazionale d'arte cinematografica di Venezia.

## Filmografia

### Cinema
- Poll, regia di Chris Kraus (2010)
- Ludwig II, regia di Marie Noelle e Peter Sehr (2012)
- Der Geschmack von Apfelkernen (“Il sapore dei semi di mela”) di Vivian Naefe (2013)
- Lo straniero della valle oscura - The Dark Valley (Das finstere Tal), regia di Andreas Prochaska (2014)
- Diplomacy - Una notte per salvare Parigi (Diplomatie), regia di Volker Schlöndorff (2014)
- 4 Könige (lett. “Quattro re”), di Theresa von Eltz (2015)
- Frantz, regia di François Ozon (2016)
- Amaro – Das Bittere, di Fabian Döring e Adrian Hagenguth (mediom.) (2018)
- La donna dello scrittore (Transit), regia di Christian Petzold (2018)
- Opera senza autore (Werk ohne Autor), regia di Florian Henckel von Donnersmarck (2018)
- Wolf Call - Minaccia in alto mare (Le chant du loup), regia di Antonin Baudry (2019)
- Undine - Un amore per sempre (Undine), regia di Christian Petzold (2020)
- Il cielo brucia (Roter Himmel), regia di Christian Petzold (2023)
- Stella. Ein Leben (lett. “Stella. Una vita”), di Kilian Riedhof (2024)
- Miroirs No. 3 (lett. "Specchi N. 3"), di Christian Petzold (2025)

### Televisione
- Pampa Blues (film TV), di Kai Wessel (2015)
- Tödliche Geheimnisse (lett. “Segreti mortali”), di Sherry Hormann (film TV) (2016)
- Tödliche Geheimnisse – Jagd in Kapstadt,  (lett. “Segreti mortali – Caccia a Città del Capo”) di Sherry Hormann (film TV) (2017)
- Bad Banks (lett. “Banche cattive”), di Christian Schwochow e Christian Zübert (serie TV) (2018)
- Euer Ehren (lett. “Vostro Onore”) di David Nawrath (serie TV) (2022)

## Riconoscimenti

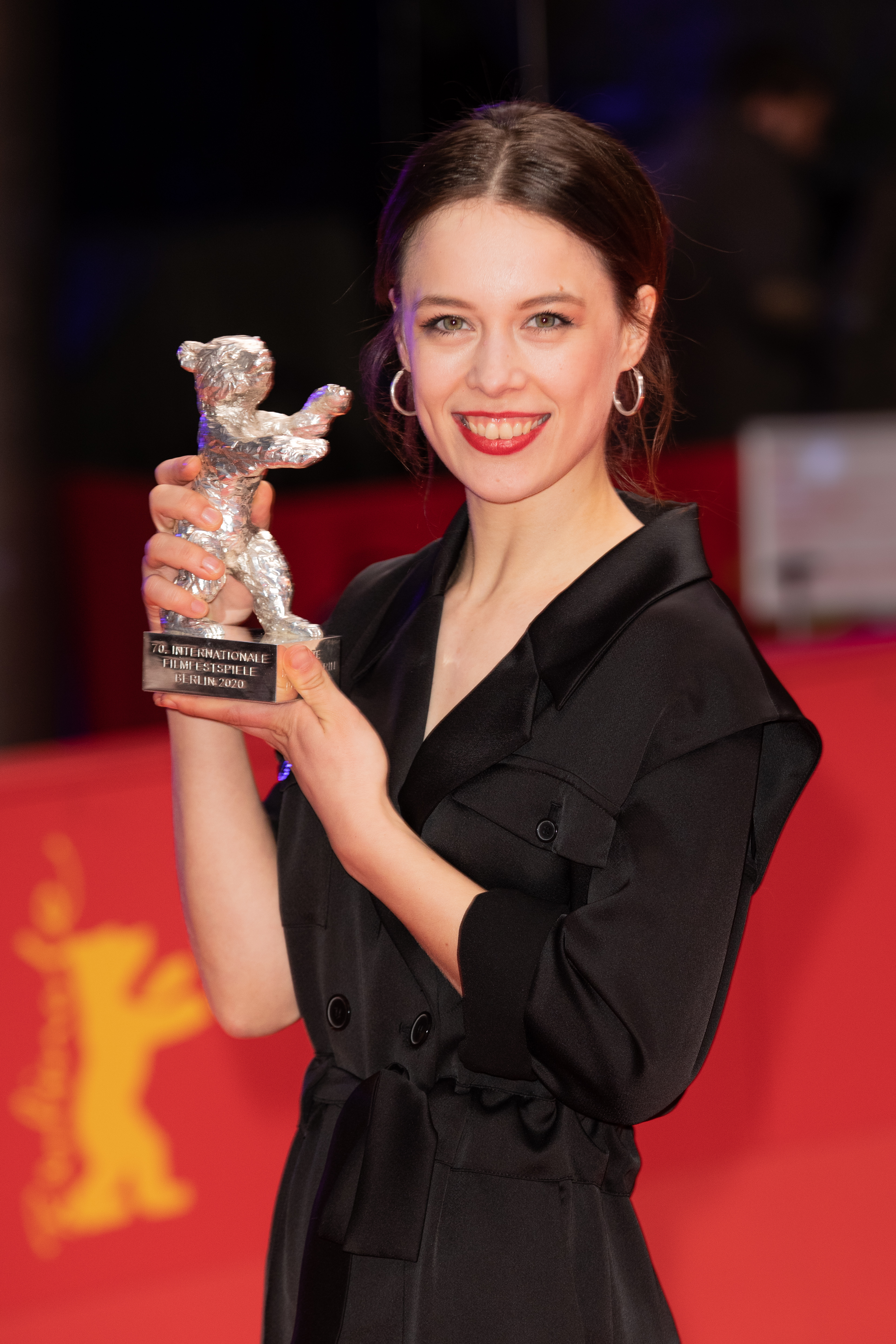
Paula Beer nel 2020 con l'Orso d'argento

- 2010: Premio al Bayerischer Filmpreis per la miglior promessa femminile per Poll
- 2016: Premio Marcello Mastroianni alla Mostra di Venezia per la miglior attrice emergente per Frantz
- 2020: Orso d'argento per la migliore attrice al Festival di Berlino per Undine
- 2020: European Film Award come miglior attrice europea per Undine

## Doppiatrici italiane
Nelle versioni in italiano dei suoi film, Paula Beer è stata doppiata da:
- Alice Bertocchi in Il cielo brucia
- Valentina Favazza in La donna dello scrittore e Opera senza autore
- Ilaria Egitto in Frantz
- Beatrice Caggiula in Undine - Un amore per sempre